# Romangordo
Romangordo ist ein spanischer Ort und eine Gemeinde (municipio) mit insgesamt 251 Einwohnern (Stand: 2024) in der Provinz Cáceres in der Autonomen Gemeinschaft Extremadura.

## Lage und Klima
Romangordo liegt im Osten der Provinz Cáceres an der Grenze zur neukastilischen Provinz Toledo in einer Höhe von ca. 420 m. Der Tajo, in den die Arrocampo-Talsperre entwässert, durchquert die Gemeinde im Norden. Die Entfernung zur Hauptstadt Cáceres beträgt ca. 80 km (Fahrtstrecke) in westsüdwestlicher Richtung. Das Klima ist meist warm und trocken; der eher spärliche Regen fällt hauptsächlich im Winterhalbjahr.

## Bevölkerungsentwicklung
| Jahr      | 1970 | 1981 | 1991 | 2001 | 2011 | 2021 |
| Einwohner | 376  | 253  | 213  | 190  | 258  | 260  |

Die zunehmende Mechanisierung der Landwirtschaft, die Aufgabe bäuerlicher Kleinbetriebe („Höfesterben“) und die daraus resultierende Arbeitslosigkeit auf dem Land haben seit den 1950er Jahren zu einem deutlichen Rückgang der Einwohnerzahlen geführt.

## Sehenswürdigkeiten
- archäologische Ausgrabungsstätte Madina Albalat
- Burganlage von Albalat

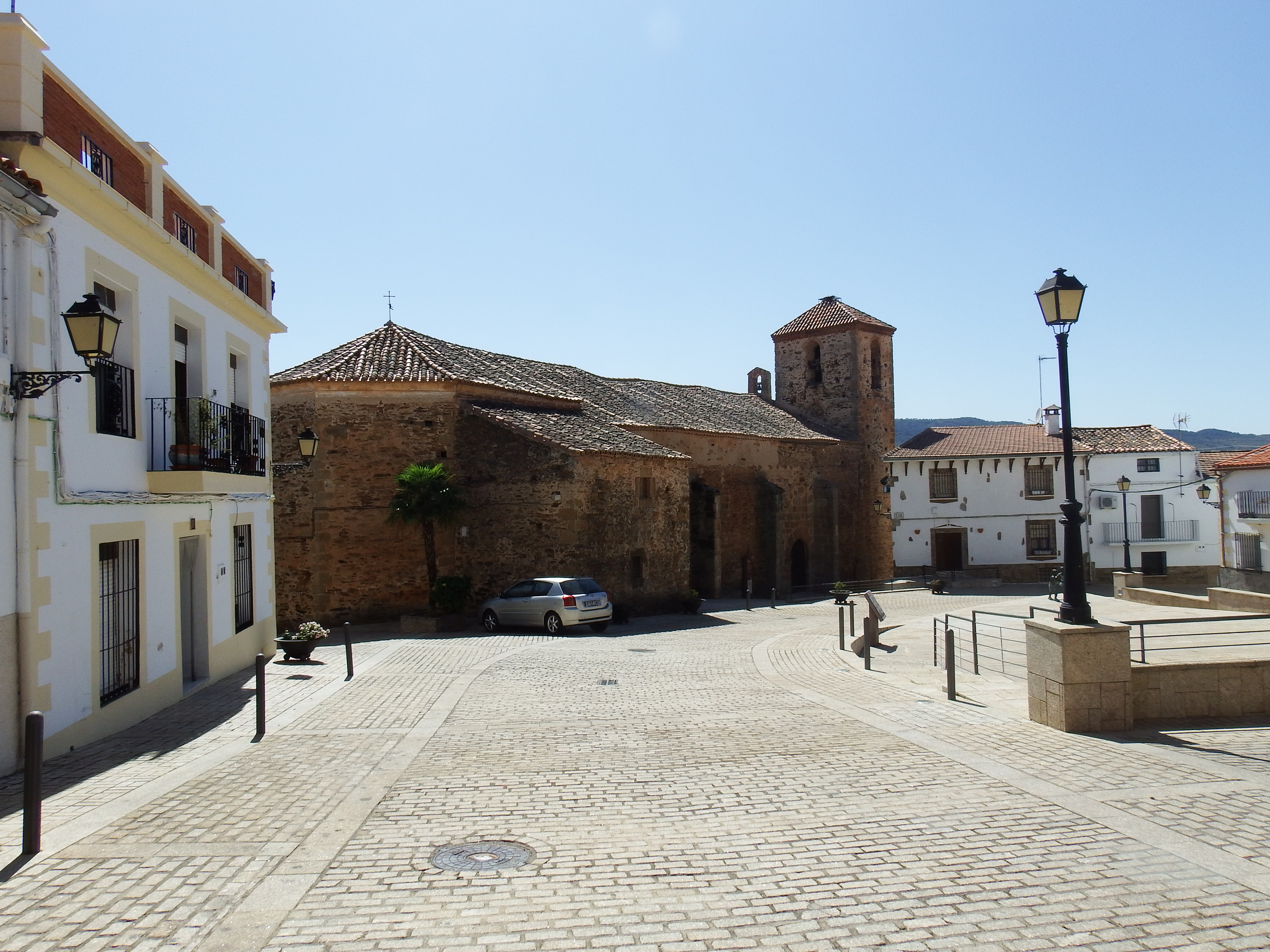
Katharinenkirche
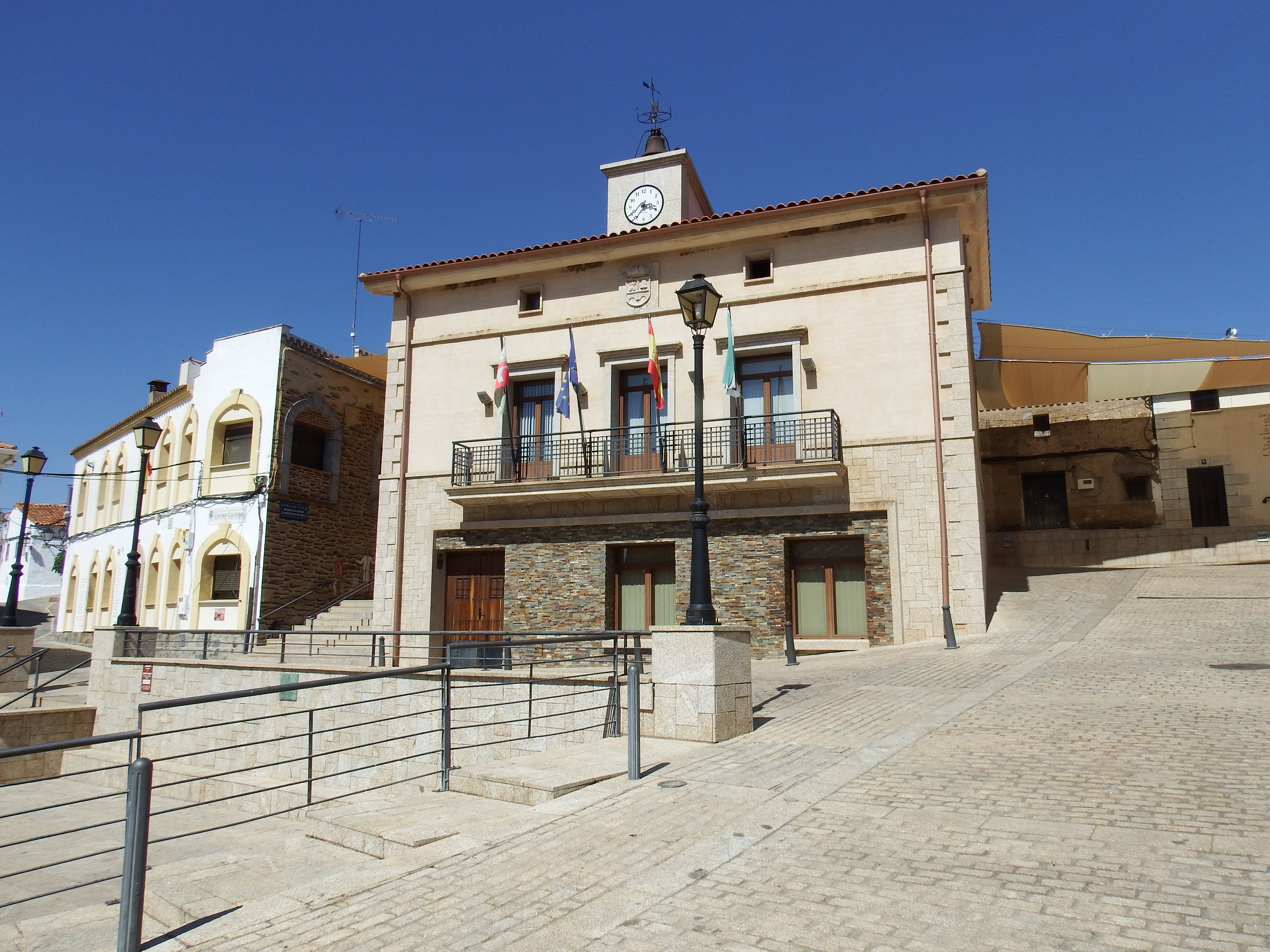
napoleonische Festung

- Katharinenkirche
- Rathaus